# Kamienica przy ulicy Wojska Polskiego 6-6a w Raciborzu
Kamienica przy ulicy Wojska Polskiego 6-6a – czterokondygnacyjna, mieszkalno-handlowa, eklektyczna kamienica bliźniacza z elementami neobaroku znajdująca się w Raciborzu, przy ulicy Wojska Polskiego 6-6a.
Budynek powstał w latach 1890-1900 i jest kamienicą narożną w linii zabudowy ulicy Wojska Polskiego, gdzie sąsiaduje z kamienicą przy ul. Wojska Polskiego 4a-4b.

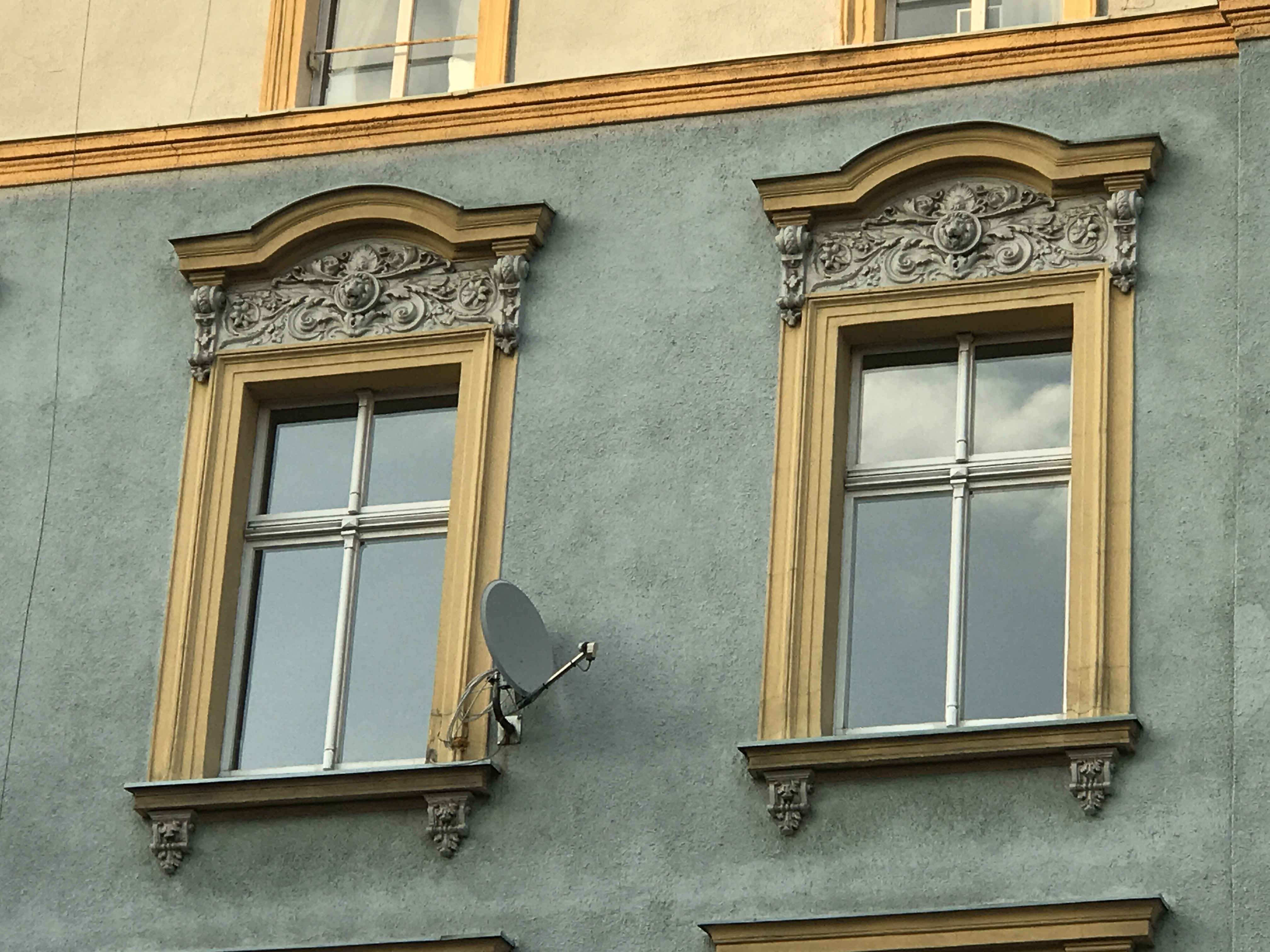
Okna z falistymi naczółkami na 3 kondygnacji
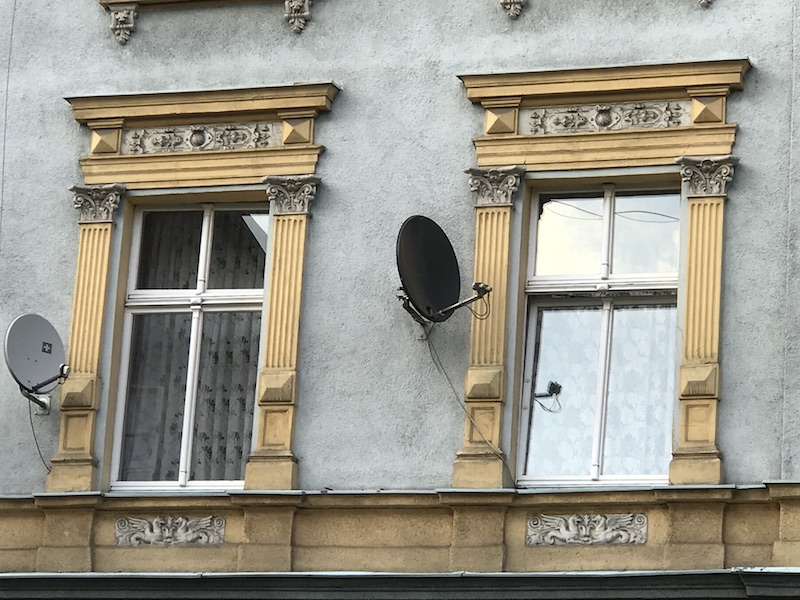
Okna z fragmentami gzymsów na 2 kondygnacji

Kamienica wykonana w stylu eklektycznym z elementami neobaroku. Budynek jest narożny, podpiwniczony, czterokondygnacyjny i wieloosiowy. 
Parter jest boniowany, natomiast trzy wyższe kondygnacje są tynkowane. Okna na drugiej kondygnacji wieńczą faliste naczółki, które zdobi sztukateria o motywach groteski. Okna na drugiej i czwartej kondygnacji wieńczą fragmenty gzymsów. Naczółki na drugiej kondygnacji zdobi sztukateria o motywach groteski. Okna na drugiej kondygnacji opięte są pilastrami i posiadają płyciny. W gzymsie znajdują się kwadratowe okna.. 

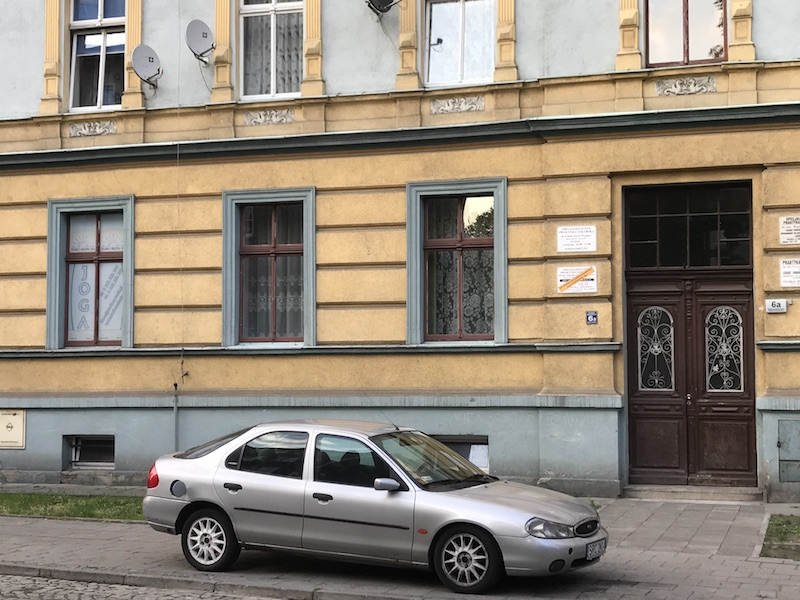
Boniowany parter kamienicy
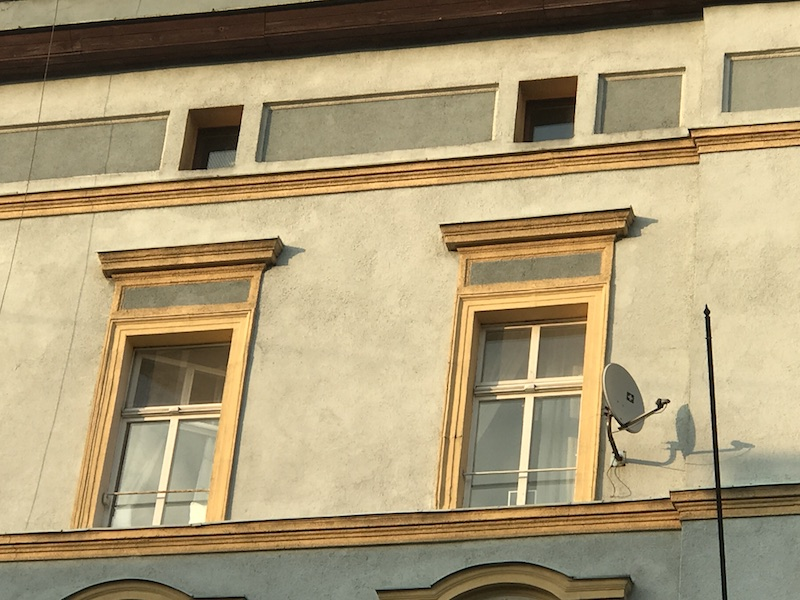
Okna na 4 kondygnacji zwieńczone gzymsem